# Heliconia rodriguezii
Heliconia rodriguezii är en enhjärtbladig växtart som beskrevs av F.G.Stiles. Heliconia rodriguezii ingår i släktet Heliconia och familjen Heliconiaceae. Inga underarter finns listade.